# Violaines
Violaines là một xã ở tỉnh Pas-de-Calais, vùng Hauts-de-France của Pháp.
Là một xã nằm trong vùng khai thác than đá, Violaines có cự ly khoảng 7 dặm (11,3 km) về phía đông Béthune and 17 dặm (27,4 km) về phía tây nam của Lille, tại giao lộ của các tuyến đường D167 và D947.

## Dân số
| 1962                                                         | 1968 | 1975 | 1982 | 1990 | 1999 | 2006 |
| ------------------------------------------------------------ | ---- | ---- | ---- | ---- | ---- | ---- |
| 1817                                                         | 1984 | 2425 | 2890 | 3524 | 3577 | 3737 |
| Số liệu điều tra dân số từ năm 1962: Dân số không tính trùng |      |      |      |      |      |      |

## Địa điểm nổi bật
- Nhà thờ St.Vaast, được xây lại sau đệ nhất thế chiến.

## Thành phố kết nghĩa
- Wandhofen, Đức.